# غراب جندون
غُراب جِندون، در اساطیر ایرانی نام کشتی اجنه است که در تاریکی شب، با چراغ روشن بر خشکی حرکت می‌کند؛ این اسطوره در برخی قصه های جنوب ایران بویژه هرمزگان وجود دارد. 